# کوله‌جنو
کولجنو یا کول جنون نام شرقی‌ترین قله خط الرأس عظیم اشترانکوه واقع در زاگرس مرکزی در استان لرستان شهرستان ازنا است.
کوله جنو سرسخت‌ترین قله اشترانکوه و زاگرس و دومین قله فنی و مشکل ایران پس از قله علم‌کوه در البرز مرکزی است. مسیر صعود به قله در مرحله پایانی متشکل از سه هرم سنگی عظیم بوده که کار صعود را با چالش جدی مواجه نموده و صعود فقط با لوازم فنی، آموزش بالا و تجهیزات کامل امکان‌پذیر است.
ارتفاع قله کوله جنو ۳۸۵۰ متر از سطح دریاهای آزاد بوده مسیر صعود از شهرستان ازنا(روستای کمندان) تأسیسات سد کمندان، و جان‌پناه  کامران سلیمانی در ارتفاع ۳۰۲۸ متری می‌باشد.
مسیر صعود و فرود در کول جنو متفاوت بوده و فرود از مسیر شرقی و مقابل صعود که به مسیر شست خدا معروف است صورت می‌پذیرد.
کول جنو به معنی جایگاه جن می‌باشد و دلیل نام گذاری به علت مخاطرات بسیار منطقه و همچنین بهمن‌های مهیبی که همواره صدای آنها در منطقه طنین افکن است می‌باشد.
صعود زمستانی به کول جنو بسیار بسیار پر مخاطره بوده و حوادث تلخ در مسیر صعود به کوله جنو در زمستان ۱۳۸۴ مرگ چهار عضو هلال احمر لرستان که در پی امداد گروه کوهنوردی عازم کوله جنو شدند و دچار ریزش بهمن شدند؛ و آذر ۱۳۹۶ چهارده عضو کوهنوردان حرفه ای استان خراسان رضوی و امان‌الله جوکار راهنما و کوهنورد عزیز الیگودرزی آن‌ها به جهت صعود به قله کوله جنو رهسپار شدند که در مسیر بازگشت دچار بوران و خرابی هوا و کاهش دید شده که موجب گم کردن مسیر استاندارد و ورود به دهلیز شده و دچار ریزش بهمن بسیار مهیبی شده هشت نفر شامل شش آقا و دو خانم در لحظه درگذشته و یک تن نیز حین تلاش برای رسیدن به پناهگاه دچار سرمازدگی شدید و کمای عمیق شده و جمعاً ۹ تن جان باختند.
/* دسترسی */ ناصر خلیل آبادی مسئول جستجو ونجات استان لرستان و هیئت شهرستان ازنا 09167060995      ----- مصطفی خلیلی مسئول کمیته پناهگاههای استان لرستان ودبیر هیئت ازنا09167070204